# スキェルニェヴィツェ
スキェルニェヴィツェ（ポーランド語: Skierniewice [skʲɛrɲɛˈvʲit͡sɛ]）は、ポーランド中部の町。かつてはスキェルニェヴィツェ県の県都だったが、1999年からはウッチ県に属す。スキェルニェヴィツェ郡の中心都市でもある。ウッチとワルシャワのほぼ中間地点に位置する。
人口は2021年の時点で4万7031人。
1457年に自治権を得た。

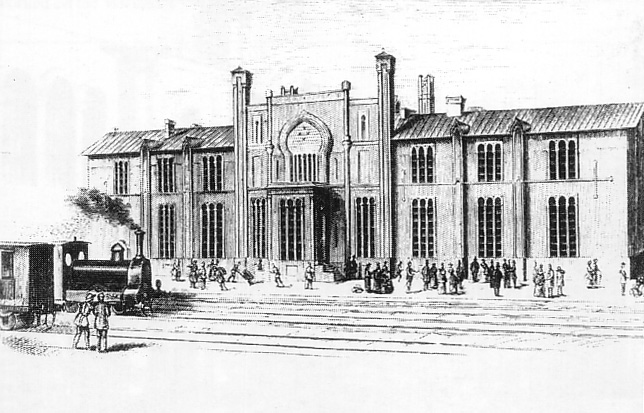
1872年の駅

かつてワルシャワ＝ウィーン鉄道の駅があったことで知られる。
1884年9月15日には三帝同盟の会議が行われた。
農業と食料品が盛ん。
近年の人口推移
| 年             | 人口      |
| -------------- | --------- |
| 2000年         | 4万8364人 |
| 2005年         | 4万9142人 |
| 2007年         | 4万9132人 |
| 2009年6月30日  | 4万9047人 |
| 2021年12月31日 | 4万7031人 |

## 近辺の出身有名人
- ヴワディスワフ・レイモント - ノーベル文学賞受賞者
- フレデリック・ショパン - 世界的に知られた作曲家
- ヤン・コジエトゥルスキ - ワルシャワ公国軍の指導者
- イグナツィ・クラシツキ - カトリックの大司教、作家

## 姉妹都市
- ゲーラ（ドイツ）